# Arvicanthis
Arvicanthis é um gênero de roedores da família Muridae.

## Espécies
- Arvicanthis abyssinicus (Rüppell, 1842)
- Arvicanthis ansorgei Thomas, 1910
- Arvicanthis blicki Frick, 1914
- Arvicanthis nairobae J. A. Allen, 1909
- Arvicanthis neumanni (Matschie, 1894)
- Arvicanthis niloticus (Desmarest, 1822)
- Arvicanthis rufinus Temminck, 1853
- Arvicanthis somalicus Thomas, 1903